# Samboa
Samboa es un corregimiento y pueblo capital o cabecera del nuevo distrito de Jirondai en la comarca Ngäbe-Buglé, República de Panamá. Fue creado por la Ley 33 del 10 de mayo de 2012, segregándose del corregimiento de Guariviara.